# Samotář (film, 1987)
Samotář (originální francouzský název Le Solitaire) je francouzský kriminální film režiséra Jacquese Deraye z roku 1987 s Jean-Paulem Belmondem a Jean-Pierrem Malem v hlavních rolích.

## Děj
Stan a Simon jsou policejní komisaři a blízcí přátelé. Po létech služby se rozhodnou dát v policii výpověď a začít nový život jako hoteliéři na Antilách. Při jedné nevydařené akci je ale Simon zastřelen Schneiderem, nebezpečným vrahem na útěku a Stan se rozhodne zůstat u policie, aby vypátral vraha svého přítele. Začíná se starat o malého Christiana, Simonova syna a současně se ponořuje do pařížského podsvětí s cílem vypátrat Schneidra, což se mu po různých obtížích nakonec skutečně povede, Schneider je zatčen a pravděpodobně bude odsouzen na dvacet let vězení bez možnosti propuštění.

## Obsazení
| Jean-Paul Belmondo   | komisař Stan Jalard            |
| Jean-Pierre Malo     | Charly Schneider               |
| Franck Ayas          | Christian Lecache, Simonův syn |
| Michel Creton        | Simon Lecache                  |
| Michel Beaune        | komisař Pezzoli                |
| Pierre Vernier       | Maurin                         |
| François Dunoyer     | René Pignon                    |
| Luc-Antoine Diquéro  | Eric                           |
| Eric Denize          | Aldo Benani                    |
| Yolande Gilot        | Sandra                         |
| Laurent Gendron      | Rocky                          |
| Jean-Claude de Goros | Boulin                         |
| Guy Pannequin        | Sumatra                        |
| Patricia Malvoisin   | Brigitte                       |
| André Landais        | Marc                           |
| Alan Coriolan        | Serge                          |
| Carlos Sotto Mayor   | Eva                            |
| Valérie Steffen      | Carole                         |
| Bernard Freyd        | policejní ředitel              |